# M60-UCD1
M60-UCD1是距離地球4,900萬光年，接近室女座星系團中的梅西耶60（M60，NGC 4649）的一個超緊緻矮星系。它一半的恆星質量在直徑160光年的中心球體內。

## 特點

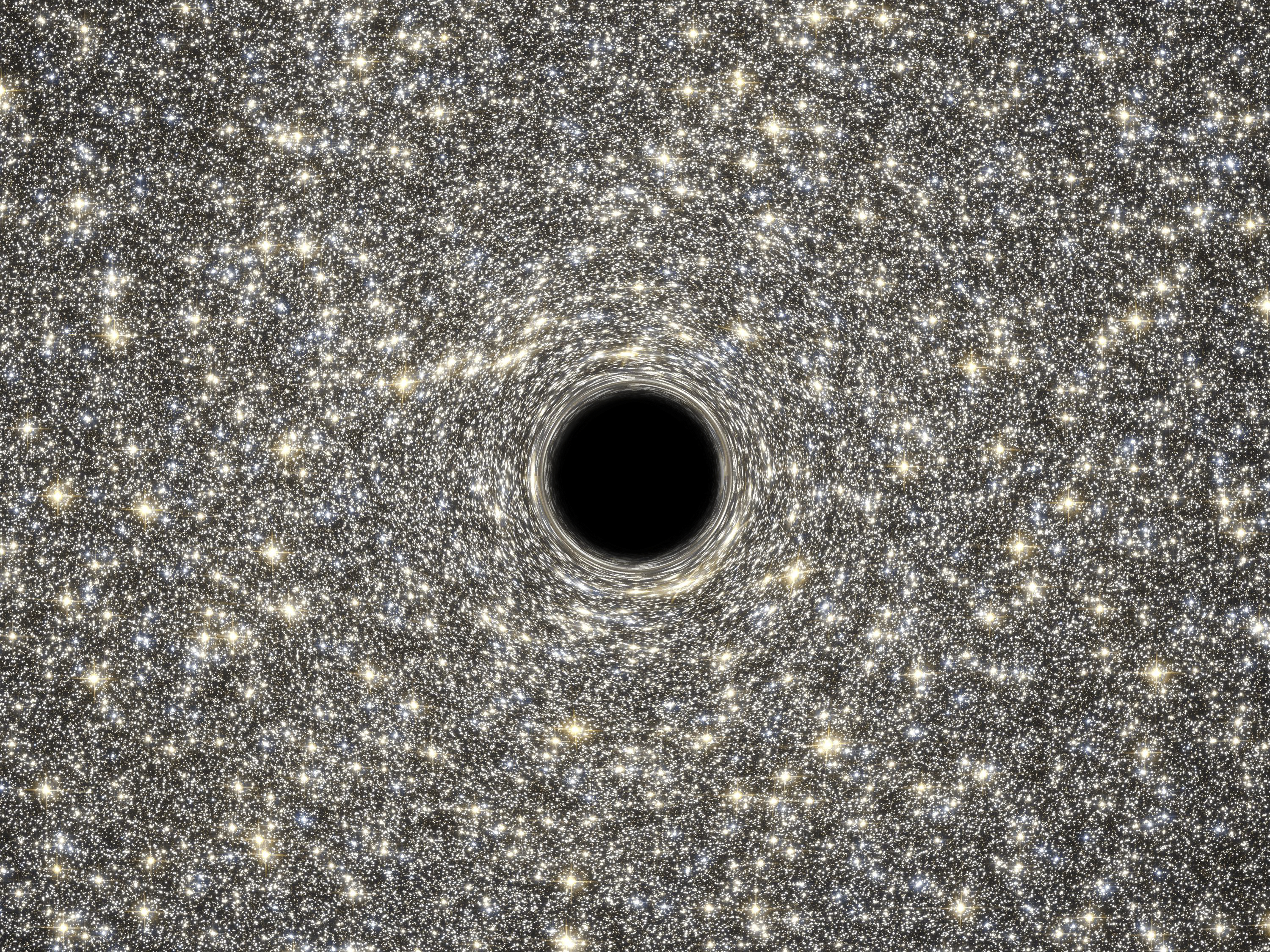
藝術家概念下對M60-UCD1內超大質量黑洞的描繪。

M60-UCD1的動力學質量為200±30 million 太陽質量（M☉），顏色和顏色梯度的缺乏表明大約 14.5±0.5 billion years old（從宇宙年齡就可分辨的）。它們的金屬量和太陽相似，由於稠密質量濃度的重力，最內側恆星的軌道速度瀰散度超過100km/s。星系核包含明亮而多變的天文物理X射線源，可能是一個質量為2000萬 M☉（整個星系動力學質量的10%）的超大質量黑洞。根據黑洞質量與整個星系質量的比例，它是已知的以黑洞為主的星系之一。
M60-UCD1被認為是一個質量大得多的星系被剝離的核心，該星系的其餘質量在大約100億年前與M60相遇時被剝離。它可能會被M60完全吸收，它的中心黑洞也會與M60融合。這個星系可能曾經擁有大約100億顆恒星。
截至2013年，它可能是已知密度最大的星系，每立方光年有100多顆恆星。截至2014年，它是眾多已知擁有中心黑洞的體積最小、質量最小的星系。它以前被認為是已知質量最大的超緊緻矮星系It was previously known as the most massive ultracompact dwarf galaxy known.

## 進階讀物
- Seth, Anil; van den Bosch, Remco; Mieske, Steffen; Baumgardt, Holger; den Brok, Mark; Strader, Jay; Neumayer, Nadine; Chilingarian, Igor; Hilker, Michael; McDermid, Richard; Brodie, Jean; Frank, Matthias; Walsh, Jonelle L.; "A Supermassive Black Hole in an Ultracompact Dwarf Galaxy", Nature, 513, pages 398–400, 18 September 2014; doi:10.1038/nature13762; arXiv:1409.4769; Bibcode：2014arXiv1409.4769S

## 外部連結
- Chandra X-Ray Observatory, "NASA's Hubble and Chandra Find Evidence for Densest Nearby Galaxy" （页面存档备份，存于）, NASA, 24 September 2013
- ScienceDaily, "Evidence for Densest Nearby Galaxy" （页面存档备份，存于）, 24 September 2013
- ScienceDaily, "Astronomers Discover Densest Galaxy Ever" （页面存档备份，存于）, 24 September 2013
- NASA Astronomy Picture of the Day: The Densest Galaxy (October 4, 2013)